# Zetor ZTS 18345

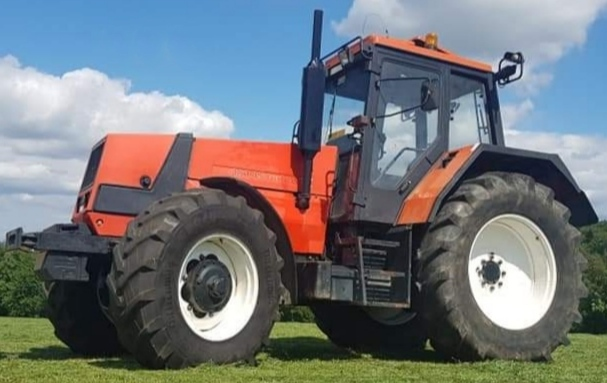
Ciągnik rolniczy ZTS 18345 UR IV M1 z 1997 roku

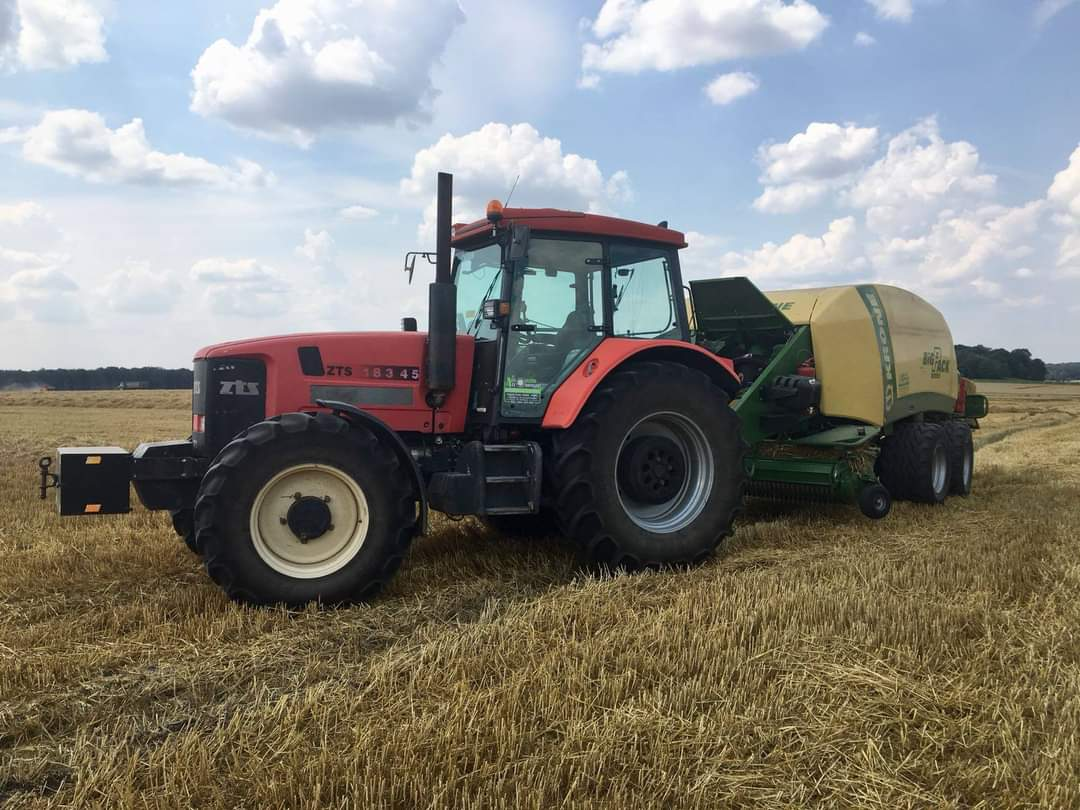
Ciągnik rolniczy ZTS 18345 UR IV M2005

ZTS 18345 – ciągnik rolniczy z serii UŘ IV który był produkowany przez ZTS TEES Martinské strojárne a.s. Martin na Słowacji.

## Dane techniczne
Silnik:
- Typ: Martin Diesel Z 8604.020,
- Rodzaj: silnik Diesla z turbosprężarką i intercoolerem,
- Moc: 136 kW przy 2200 obr./min.,
- Maksymalny moment obrotowy: 669 Nm przy 1500 obr./min.,
- Zapas momentu obrotowego: 18%,
- Liczba cylindrów: 6,
- Średnica cyl./skok tłoka: 110/128 mm,
- Pojemność skokowa: 7298,5 cm³.
- pompa wtryskowa Motorpal 6M 3165
- pompa zasilająca tłoczkowa, zintegrowana z pompą wtryskową,
- turbosprężarka ČZM K 273060 G 1321,
- filtr powietrza Sandrik SPP 750,
- rozrusznik Elmot R20e

Układ napędowy:
- Sprzęgło: cierne, suche, jednostopniowe, sterowane hydraulicznie o średnicy 380 mm,
- Przekładnia: P 90.2, P 135.1 zsynchronizowana ze wzmacniaczem momentu,
- Liczba biegów przód/tył: 16/16, opcja 32/16 (45 km/h), 16/8.

Układy jezdne:
- Mechanizm kierowniczy: hydrostatyczny ORSTA LAGB 100-1,
- Przedni most napędowy: nośność 43 kN, z blokadą mechanizmu różnicowego włączaną hydraulicznie,
- Hamulce roboczy: tarczowe, mokre,
- Maks. prędkość jazdy: 40 km/h.

Układy agregowania:
- Regulacja podnośnika: siłowa, pozycyjna, mieszana, opcjonalnie EHR,
- Wałek odbioru mocy: 540 lub 1000 obr./min., opcja 740/1000,
- Udźwig podnośnika: 70 kN,
- Kategoria: III,
- Wydatek hydrauliki zewnętrznej: 66,6  l/min.,
- Ciśnienie nominalne na szybkozłączu: 18 MPa,
- Rodzaj WOM: niezależny, włączany sprzęgłem sterowanym hydraulicznie.

- kabina VLAD Prešov BK UŘ IV

Masy - wymiary - pojemności:
- Długość z zaczepami: 5316 mm,
- Wysokość do ujścia tłumika: 3235 mm,
- Prześwit: 499 mm,
- Rozstaw osi: 2848 mm.